# Babylon (New York)
Babylon è un comune degli Stati Uniti, nella Contea di Suffolk, nello stato di New York. Fa parte dell'area metropolitana di New York.

## Geografia
Situata nella parte centrale dell'isola di Long Island, Babylon confina ad ovest con la Contea di Nassau ed occupa un settore che affaccia sull'Oceano Atlantico, comprendente parte delle isole di Fire Island e Jones Beach Island poste di fronte alla costa.

## Località
Il comune di Babylon è formato dalle seguenti località:

### Village
- Amityville
- Babylon
- Lindenhurst

### Hamlet
- Copiague
- Deer Park
- East Farmingdale
- Fire Island, (CDP) in parte nel territorio di Islip e Brookhaven
- Gilgo-Oak Beach-Captree
- North Amityville
- North Babylon
- North Lindenhurst
- West Babylon
- Wheatley Heights
- Wyandanch

### Altre
- Amity Harbor, nell'hamlet di Copiague
- Copiague Harbor, nell'hamlet di Copiague